# Herbert Sanford Walters

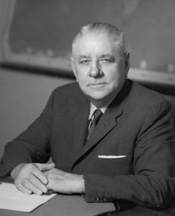
Herbert Sanford Walters

Herbert Sanford Walters (* 17. November 1881 in Leadvale, Jefferson County, Tennessee; † 17. Oktober 1973 in Knoxville, Tennessee) war ein US-amerikanischer Politiker der Demokratischen Partei. Er gehörte von 1963 bis 1964 dem Senat der Vereinigten Staaten als Vertreter Tennessees an.

## Leben
Walters machte seinen Abschluss an der Castle Heights Military Academy in Lebanon; danach studierte er am Carson-Newman College in Jefferson City sowie an der University of Tennessee. Er schlug eine berufliche Laufbahn im Bankgewerbe ein.

## Politik
Politisch betätigte sich Walters erstmals von 1934 bis 1936 als Abgeordneter im Repräsentantenhaus von Tennessee. Später wurde er Mitglied der Staatsregierung, in der er als Commissioner of Highways fungierte.
Nach dem Tod von US-Senator Estes Kefauver wurde Herbert Walters von Gouverneur Frank G. Clement am 20. August 1963 als dessen kommissarischer Nachfolger im Kongress ernannt; zu diesem Zeitpunkt war er bereits 81 Jahre alt. Dies wurde als Schachzug des Gouverneurs angesehen, um später selber den Platz des aller Voraussicht nach nicht zur Wiederwahl antretenden Walters einzunehmen. Dieses Unterfangen schlug jedoch fehl, da Clement bei den Vorwahlen der Demokratischen Partei unterlag.
Herbert Walters verbrachte seine Zeit im Senat unauffällig; meist stand er im Schatten Albert Gores, des dienstälteren Senators aus Tennessee. Er unterstützte die meisten Gesetzesinitiativen von Präsident Lyndon B. Johnson, der drei Monate nach Walters’ Berufung das Amt des ermordeten John F. Kennedy übernommen hatte. Allerdings stimmte er wie die meisten Senatoren aus dem Deep South gegen Gesetzgebungen zu den Bürgerrechten wie den Civil Rights Act of 1964. Unmittelbar nach der Wahl seines Nachfolgers Ross Bass schied Walters am 3. November 1964 aus dem Senat aus.